# Institut des affaires publiques
L’Institut des affaires publiques (en polonais Instytut Spraw Publicznych), situé à Varsovie, est un centre de réflexion (think tank) indépendant et non gouvernemental qui a été créé en 1995 pour proposer des réformes de modernisation et pour animer un forum de discussion sur les questions sociales et politiques.

## Direction
- présidente : professeur Lena Kolarska-Bobińska (1997-2009)
- directeur, puis président :  Jacek Kucharczyk (pl)

## Réussites
L’Institut des affaires publiques a reçu un prix spécial, ainsi que le titre de « Institution de  l’Année  2001 » décerné par la Fondation Pro Publico Bono.
Deux publications de l'Institut ont recueilli un large écho international : La deuxième vague de réformes polonaises et Quatre réformes - du concept à la réalisation. Dans le numéro (survey) spécial de The Economist consacré à la Pologne, ces deux publications ont été mentionnées en tant que sources principales d'information (en plus des rapports de l’OCDE - Organisation de coopération et de développement économiques - et du livre du professeur Norman Davies).
L’Institut des affaires publiques a été l’une des organisations non gouvernementales les plus actives dans la préparation du référendum d’adhésion à l’Union européenne et pendant la campagne de ce référendum. L’institut a été le principal promoteur du principe du vote sur deux jours qui a rendu possible le déroulement de l'assemblée constitutionnelle à 50 % en juin 2003.
Une des réussites les plus significatives de l’Institut a été d’introduire le sujet de la participation citoyenne aux délibérations du Forum du Futur de la Démocratie au Conseil de l’Europe.

## Activités
L’Institut des affaires publiques mène des recherches ainsi que des analyses sociales et présente des recommandations en ce qui concerne la politique publique. Il a préparé des propositions de réforme dans les principaux secteurs de la société. L’Institut collabore avec des partenaires provenant de différents établissements universitaires ainsi qu’avec de nombreux acteurs sociaux et politiques. Les résultats de ses activités sont édités sous forme de livres et de projets d'orientation. Il organise également des conférences, des colloques et des rencontres internationales. Ses publications sont distribuées aux parlementaires, aux fonctionnaires du gouvernement, aux médias et aux organisations non gouvernementales.
L’Institut des affaires publiques est membre de nombreux réseaux comme PASOS (Policy Association for an Open Society), European Policy Institutes Network (EPIN) , réseau EuroMeSCo, Network of Democracy Research Institutes NDRI ou Grupa Zagranica.

## Les objectifs de l’Institut des affaires publiques
- Mettre en application les projets de recherche significatifs pour le domaine public
- Lancer les discussions publiques et faire des propositions de politique publique.
- Identifier les menaces potentielles pour la qualité de la vie publique.
- Introduire et populariser les nouvelles idées des transformations structurales.
- Agir comme un lien entre le milieu universitaire, le monde politique, les médias et les organisations non gouvernementales.